# David Grace (kosárlabdaedző)
David Grace amerikai kosárlabdaedző, több középiskolai csapat vezetőedzője és egyetemi csapat edzőhelyettese. Húsz éven át szolgált a légierőnél.

## Fiatalkora, katonai pályafutása
A marylandi Aberdeenben nőtt fel; édesapja szerelő, édesanyja kozmetikus volt. Miután anyja feleségül ment egy katonához, 18 évesen belépett a légierőhöz; kezdetben üzemanyag-felelős, majd könyvelő volt, és Németországban, Olaszországban, Spanyolországban, Szaúd-Arábiában, Törökországban, valamint Georgiában és Virginiában szolgált. Utolsó néhány évét a phoenixi Luke légitámaszponton töltötte.
Az öbölháború idején őrmester volt. Jeff Eisenberg, a Yahoo! Sports újságírója szerint a közel-keleti szolgálat megtanította különbséget tenni a közvetlen életveszély és az edzőséggel járó feladatok között.

## Edzői pályafutása

### Amateur Athletic Union
1997-ben a virginiai Langley légitámaszponton szolgált; ekkortól Amateur Athletic Union-beli csapatokat edzett;Ronald Goodwyn, az 56. vadászszázad esélyegyenlőségi igazgatója elismerően nyilatkozott róla. Miután a Luke támaszpontra helyezték át, a Compton Magic edzője lett és Phoenixben megalapította az Arizona Magicet, ami a 2004-es Reebok bajnokságon a legjobb nyolc közé jutott. Ekkor Arizona legjobb csapatának számítottak.

### Középiskolai
Mialatt a Luke támaszponton szolgált, a Trevor Browne középiskola edzője lett, majd leszerelését követően teljes munkaidős oktató és edző lett; a Trevor Browne az állam négy legjobb csapata közé került. Grace informatikai és üzleti tárgyakat oktatott, majd a South Mountain középiskola edzője lett, akik megnyerték a 2005–2006-os konferenciabajnokságot. Grace-t ekkor az Arizona Varsity és az Arizona Informant az év edzőjének választotta.

### Egyetemi
2006–2007-ben Luke Olson, az Arizona Wildcats vezetőedzőjének ajánlásával Jerome Jenkins helyetteseként a Sacramento State Hornets munkatársa volt. Első jelentősebb játékosa Vinnie McGhee volt.
2007–2008-ban a San Francisco Dons edzőhelyettese volt.

#### Oregon State Beavers
2008 és 2013 között Craig Robinson helyetteseként az Oregon State Beavers munkatársa volt. Az általa felvett Roberto Nelson szerezte 2012–13-ban a Pac-12 Conference legtöbb pontját.

#### UCLA Bruins
2016-ban az ESPN a régió legjobb toborzójaként tartotta számon. 2018. március 24-én Greg Hansen sportújságíró a legjobb edzőhelyettesnek nevezte. A UCLA Bruinsnél Steve Alford helyettese volt. A 2018-as csapatot az ESPN az ország második legjobbjának választotta. Alford szerint Grace „fáradhatatlan”.
2018-ban kirúgták.

#### California Golden Bears
2018 áprilisában Wyking Jones felkérésére a California Golden Bears munkatársa lett.

#### Vanderbilt Commodores
2019. április 16-án a Vanderbilt Commodoresnál Jerry Stackhouse helyettese lett. Első jelentős játékosuk Scotty Pippen Jr., Scottie Pippen NBA-játékos fia volt.
Első szezonját követően munkatársai a régió legjobb toborzójának nevezték. 2020. február 5-én a csapat egymásután huszonhatodszor vesztette el konferenciamérkőzését, emellett sérülések miatt több játékos is szünetre kényszerült.
2020 áprilisában a Sports Illustrated az ország egyik legjelentősebb edzőjének nevezte. Májusban Ricardo Patton tanácsadóval együtt kirúgták.

#### NBA
2021-ben a UCLA Bruins az ESPN rangsorának második helyén állt. Korábbi játékosai közül többeket kiválasztottak az NBA-draftben vagy az év játékosának választottak. Két játékosa, Zach LaVine és Lamelo Ball részt vettek a 2021-es tokiói olimpián.

#### Centennial High School
2022-ben a peoriai Centennial High School edzője lett. 2006-ban a legjobb négy közé jutottak, amikor a Campo Verdétől kikaptak.

#### Campbell Hall High School
2023-ban a Los Angeles-i Campbell Hall High School edzője lett. Első szezonjában kijutottak a CIF 2AA divíziójának bajnokságára, ahol a Szent Antal középiskola ellen 91–86-ra kikaptak. Több játékosa is sportösztöndíjjal került be valamely egyetemre.
2024-ben a CIF 1-es divízióbeli bajnokságán a Crean Lutheran ellen 73–68-ra kikaptak.

## Családja
Ír és cseroki származású; éveken át az őslakosok sportolását támogató Nike N7 program munkatársa volt. A Park Egyetemen emberi erőforrás, a légierőnél pedig logisztika és társadalmi munka szakokon szerzett diplomát. Feleségével, Crytallel hat gyermekük született. Édesapja, Gerald kosárlabda-játékvezető; fivére, Jason lacrosse-edző.

## Fordítás
- Ez a szócikk részben vagy egészben  a   David Grace (basketball) című angol Wikipédia-szócikk ezen változatának fordításán alapul.  Az eredeti cikk szerkesztőit annak laptörténete sorolja fel. Ez a jelzés csupán a megfogalmazás eredetét és a szerzői jogokat jelzi, nem szolgál a cikkben szereplő információk forrásmegjelöléseként.